# Ardauli
Ardauli é uma comuna italiana da região da Sardenha, província de Oristano, com cerca de 1.159 habitantes. Estende-se por uma área de 20 km², tendo uma densidade populacional de 58 hab/km². Faz fronteira com Ghilarza, Neoneli, Nughedu Santa Vittoria, Sorradile, Tadasuni, Ula Tirso.